# ȘI-NU logic
Funcția logică ȘI-NU, în engleză NAND, este una din cele două funcții de bază cu care poat fi realizată oricare din celelalte funcții, numite și porți logice. Cealaltă funcție "de bază" este SAU-NU logic (engleză: NOR). Poarta (funcția) NAND maipoate fi menționată uzual, ca o poartă ȘI-NEGAT; expresia semnifică faptul că, o poartă NAND (ȘI-NU) scoate la ieșire rezultatul negat (inversat) al unei porți AND (ȘI) la care sunt ca intrări semnalele de combinat (datele binare).

## Porți logice construibile cu "ȘI-NU"
- NU - inversor, negator (NOT)
- ȘI - conjuncție (AND)
- SAU - disjuncție (OR)
- SAU-NU - disjuncție negată (NOR)
- SAU-EXCLUSIV - disjuncție exclusivă (XOR)
- SAU-NU-EXCLUSIV - disjuncție negată exclusivă (XNOR)